# 암벽화

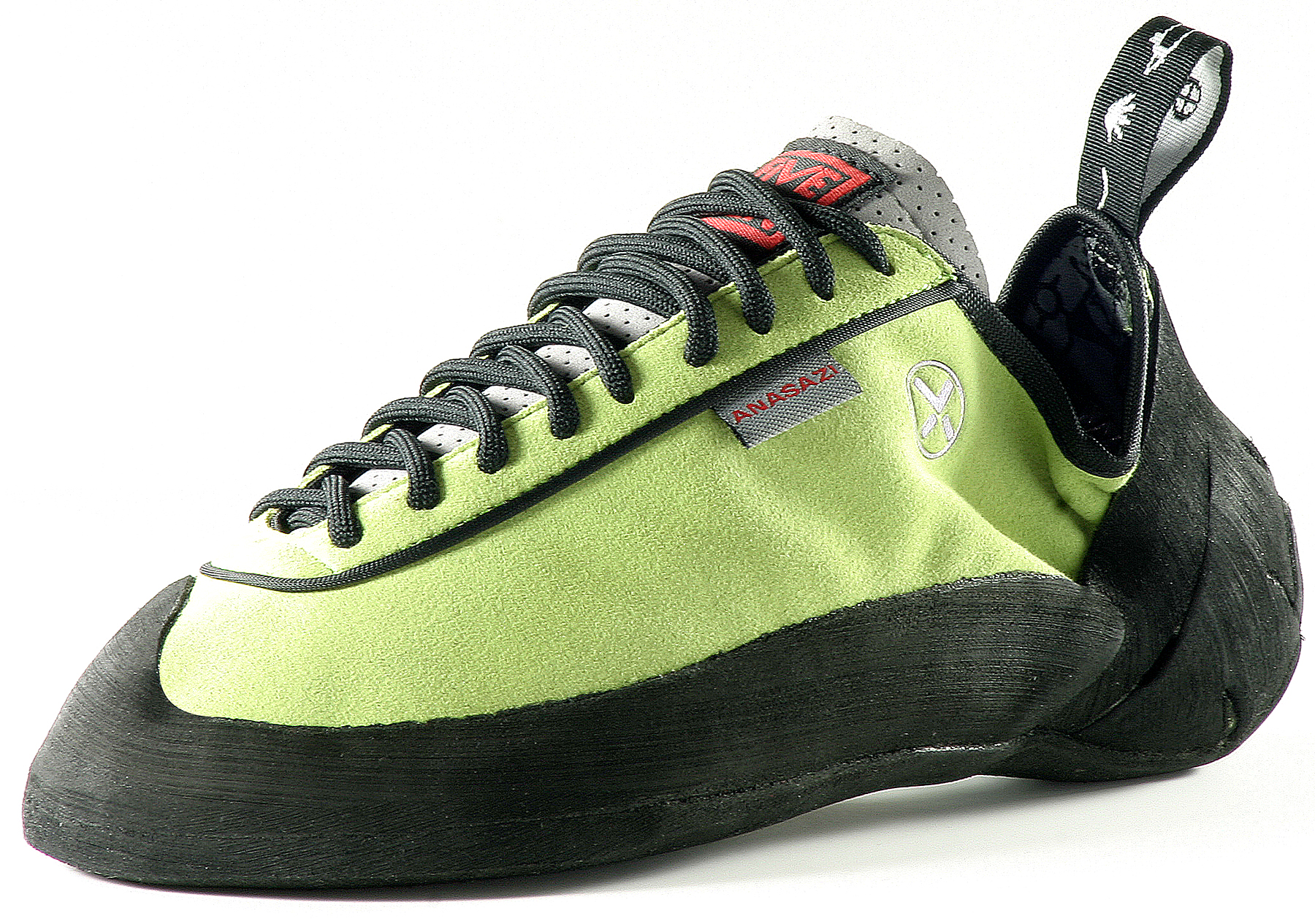
암벽화

암벽화(巖壁靴)는 암벽을 등반할 때 신는 신발이다.

## 개요
암벽 등반 목적에 맞는 종류의 암벽화를 신는다. 암벽화는 앞부리가 둥근 모양, 뾰족한 모양 등 여러 가지 모양이 있어, 그 모양에 따라 쓰임새도 각기 다르다.

## 같이 보기
- 등산화
- 축구화